# Vlagyimir Nyikolajevics Jesinov
Vlagyimir Nyikolajevics Jesinov, oroszul: Владимир Николаевич Ешинов (Kirisi, 1949. február 18. – 2024. július 30.) olimpiai világ- és Európa-bajnok szovjet-orosz evezős.

## Pályafutása
Két olimpián vett részt. Először az 1972-es müncheni olimpián szerepelt a szovjet válogatott tagjaként, ahol kormányos kettesben az ötödik helyen végzett. Az 1976-os montréali tornán aranyérmes lett kormányos négyesben társaival: Nyikolaj Ivanovval, Mihail Kuznyecovval, Alekszandr Klepikovval és Alekszandr Lukjanovval. A világbajnokságokon két arany- és egy-egy ezüst- illetve bronzérmet szerzett.

## Sikerei, díjai
- Olimpiai játékok – kormányos négyes
  - aranyérmes: 1976, Montréal
- Világbajnokság
  - aranyérmes (2): 1974, 1975 (kormányos négyes)
  - ezüstérmes: 1977 (nyolcas)
  - bronzérmes: 1970 (kormányos kettes)
- Európa-bajnokság – kormányos kettes
  - aranyérmes: 1973
  - bronzérmes: 1971